# 학을 그리는 여인
"학을 그리는 여인"은 한국에서 제작된 조문진 감독의 1979년 영화이다. 이대근 등이 주연으로 출연하였고 정창화 등이 제작에 참여하였다.

## 출연

### 주연
- 이대근
- 정혜선
- 민지환
- 서영한

## 기타
- 조명: 최의정
- 녹음: 김병수